# 第二十一号型水雷艇
第二十一号型水雷艇（だいにじゅういちごうがたすいらいてい、旧字体：第二十一號型水雷艇）は、日本海軍の二等水雷艇。同型艇2隻。
1889年（明治22年）度の計画によりフランス・ノルマン社に1隻が発注され、1891年（明治24年）度に図面により1隻が国内で建造された。2隻は第十五号型水雷艇と同じく「ノルマン型」と呼ばれている。第十五号型より一回り船体が大きくなり艦首魚雷発射管は艦内に装備するようになった。両艇とも日清戦争に最新鋭艇として第21号は1895年（明治28年）2月5日未明の威海衛攻撃に第2艇隊の司令艇として参加、座礁した第8号を助けて帰投した。また第24号は澎湖島攻略に参加した。日露戦争では津軽海峡での哨戒任務に従事した。

## 同型艦
竣工日の後は建造所。小野浜造船所は1893年 (明治26年) より呉鎮守府造船支部と改称。
- 第21号 : 1894年（明治27年）6月27日竣工（ノルマン）。1911年（明治44年）4月1日除籍。
- 第24号 : 1895年（明治28年）1月25日竣工（呉造船支部）。1911年（明治44年）4月1日除籍、東京高等商船学校の練習船となる。